# Mathieu Kassovitz
Mathieu Kassovitz (ur. 3 sierpnia 1967 w Paryżu) – francuski reżyser, scenarzysta, aktor i producent filmowy.

## Życiorys
Pochodzi ze znanej w filmowym świecie rodziny – jego ojciec Peter także jest reżyserem. Już jako dziecko pojawiał się na ekranie, na początku lat 90. zaczął kręcić filmy, najpierw krótko-, a następnie pełnometrażowe. Sławę przyniosła mu Nienawiść (1995). Czarno-biały film opowiada o trójce dwudziestolatków z podparyskiego blokowiska i relacjonuje jeden dzień z ich życia. Żyd Vinz, czarnoskóry Hubert i Arab Said za wszelką cenę próbują wyrwać się z marazmu, co ostatecznie prowadzi do tragedii.
Żaden z późniejszych filmów Kassovitza nie powtórzył artystycznego sukcesu Nienawiści. Nie udało się to thrillerowi Purpurowe rzeki ani zrealizowanej w Stanach Zjednoczonych Gothice (z Penélope Cruz i Halle Berry).
W wielu filmach występuje jako aktor, zarówno we własnych, jak i innych reżyserów, m.in. w Amelii Jeuneta i Monachium Spielberga.
Zasiadał w jury konkursu głównego na 54. MFF w Cannes (2001).

## Filmografia

### reżyser
- Métisse (1993)
- Nienawiść (La Haine, 1995)
- Zabójca(y) (Assassin(s), 1997)
- Purpurowe rzeki (Les Rivières pourpres, 2000)
- Gothika (2003)
- Babylon A.D. (2008)
- L’ordre et la morale (2011)

### aktor
- Nienawiść (La Haine, 1996) jako młody skinhead
- Mój mężczyzna (Mon homme, 1995) jako klient
- Piąty element (The Fifth Element, 1997) jako rabuś
- Jakub kłamca (Jakob the Liar, 1999) jako Herschel
- Amelia (Le Fabuleux destin d’Amélie Poulain, 2001) jako Nino Quincampoix
- Dziewczyna na urodziny (Birthday Girl, 2001) jako Yuri
- Amen. (2002) jako Riccardo Fontana
- Asterix i Obelix: Misja Kleopatra (Astérix & Obélix: Mission Cléopâtre, 2002) jako Physionomiste banquet
- Monachium (Munich, 2005) jako Robert
- Le Guetteur (2012) jako Vincent Kaminski
- Biuro szpiegów (La Bureau des Légendes, 2015–2020) jako Guillaume „Malotru” Debailly